# MTV Teen Cribs
MTV Teen Cribs es un programa de televisión de la cadena MTV, que se dedica a transmitir visitas que se realizan a las mansiones de adolescentes hijos de millonarios como empresarios, arquitectos, etc. La serie comenzó a transmitirse en Latinoamérica a partir de 2008.
Es una de las otras versiones (MTV Cribs y CMT Cribs).
Los anfitriones provenientes de Estados Unidos y Gran Bretaña.